# Le Lieu
Le Lieu ([lə ʎø], im einheimischen frankoprovenzalischen Dialekt [lu ʎø], [o lø] oder [lu ʎœ], der Ort) ist eine Ortschaft und eine politische Gemeinde im Distrikt Jura-Nord vaudois des Kantons Waadt in der Schweiz.

## Geographie

Luftbild (1964)

Le Lieu liegt auf 1043 m ü. M., 31 km südwestlich der Bezirkshauptstadt Yverdon-les-Bains und 30 km nordwestlich von Lausanne (Luftlinie). Die Gemeinde erstreckt sich im Vallée de Joux, in einer Mulde, die durch die Geländerippe von Le Revers vom Lac de Joux abgetrennt ist, am Rand des Petit Risoux, im Waadtländer Jura.
Die Fläche des 32,6 km² grossen Gemeindegebiets umfasst einen Abschnitt des Waadtländer Juras und die nordwestliche Hälfte der Wasserfläche des Lac de Joux sowie des nördlich angrenzenden Lac Brenet. Vom Steilufer des Lac de Joux erstreckt sich der Gemeindeboden nach Nordwesten über die Kalkrippe des Revers, die Mulde von Le Lieu, in der sich auch der kleine See Lac Ter (1017 m ü. M.) befindet, bis auf die Antiklinale des Petit Risoux. Auf dem Gros Crêt wird mit 1419 m ü. M. der höchste Punkt von Le Lieu erreicht. Der Risoux ist grösstenteils waldbedeckt, zeigt aber auch offene Flächen, typische Jurahochweiden mit entweder einzeln oder in Gruppen stehenden Fichten sowie Dolinen und oberirdisch abflusslosen Senken. Ganz im Nordosten reicht das Gebiet bis zur Roche des Arcs (1210 m ü. M.) und zum Passübergang Col du Mont d'Orzeires. Von der Gemeindefläche entfielen 1997 3 % auf Siedlungen, 60 % auf Wald und Gehölze, 34 % auf Landwirtschaft, und etwas weniger als 3 % waren unproduktives Land.
Zu Le Lieu gehören die beiden Dörfer Le Séchey (1037 m ü. M.) am Nordostrand der Mulde des Lac Ter und Les Charbonnières (1017 m ü. M.) am Südwestufer des Lac Brenet. Ferner gehören zu Le Lieu die Siedlung Les Esserts de Rive (1008 m ü. M.) am Ufer des Lac de Joux und zahlreiche Einzelhöfe, die weit verstreut auf den Höhen des Petit Risoux liegen. Nachbargemeinden von Le Lieu sind Vallorbe, L’Abbaye und Le Chenit im Kanton Waadt sowie Mouthe, Sarrageois, Les Villedieu und Rochejean im angrenzenden Frankreich.

## Bevölkerung
Mit 908 Einwohnern (Stand 31. Dezember 2023) gehört Le Lieu zu den kleineren Gemeinden des Kantons Waadt. Von den Bewohnern sind 88,4 % französischsprachig, 3,5 % deutschsprachig und 2,5 % italienischsprachig (Stand 2000). Die Bevölkerungszahl von Le Lieu belief sich 1860 auf 1024 Einwohner, 1900 auf 1161 Einwohner. Danach setzte ein Rückgang ein (1960 noch 970 Einwohner), der sich besonders während der Wirtschaftskrise in den 1970er-Jahren massiv verstärkte. Von 1970 bis 1980 wurde eine Bevölkerungsabnahme von 924 auf 703 Einwohner registriert. Seither wurde wieder eine leicht steigende Tendenz beobachtet.

## Wirtschaft
Schon früh entwickelte sich in Le Lieu neben der Landwirtschaft auch die handwerkliche und industrielle Tätigkeit. Am Anfang der Entwicklung stand der seit 1514 dokumentierte Eisenabbau bei Les Charbonnières. Bis ins 18. Jahrhundert waren mehrere kleine Eisenhütten in Betrieb. Seit dem 16. Jahrhundert wurde im Bereich von Les Charbonnières Holz geschlagen und zu Holzkohle verarbeitet (daher kommt auch der Ortsname). Diese wurde für die Schmelzöfen von Vallorbe benötigt. Auch in Le Lieu existierte von 1650 bis 1750 ein metallverarbeitender Betrieb. Etwa um die Mitte des 18. Jahrhunderts wurden diese Gewerbezweige durch die Uhrmacherei abgelöst, die zunächst in Heimarbeit, seit der Mitte des 19. Jahrhunderts in Fabriken ausgeübt wurde.
Heute sind die Haupterwerbszweige der Bevölkerung in der Uhrenindustrie, in der elektronischen Industrie, in der Metallverarbeitung, der Herstellung von Schaltapparaten, in der Informatikbranche, in Sägereien und in der Holzverarbeitung zu finden. Auch im touristischen Bereich sind einige Arbeitsplätze vorhanden. Die Landwirtschaft besitzt nur noch eine geringe Bedeutung mit Viehzucht und Milchwirtschaft sowie der Produktion von Vacherin. In Le Lieu besteht seit 1985 ein Behindertenheim.

### Tourismus
Das Gebiet um den Lac de Joux und den Lac Brenet ist ein beliebtes Ausflugsziel. Im Sommer kann auf dem See Wassersport betrieben werden. Während des Sommers können ausgedehnte Wanderungen durchgeführt werden, und im Winter eignet sich die Topographie der Gegend für den Skilanglauf.

## Verkehr
Die Gemeinde liegt an der Hauptstrasse von Vallorbe nach Le Sentier. Von Les Charbonnières führt eine Strasse über den Risoux nach Mouthe in Frankreich. Am 21. August 1899 nahm die Pont–Brassus-Bahn (PBr) die Eisenbahnlinie zwischen Le Pont und Le Brassus in Betrieb. Bahnhöfe beziehungsweise Haltestellen gibt es in Les Charbonnières, Le Séchey, Le Lieu und Les Esserts de Rive.

## Geschichte

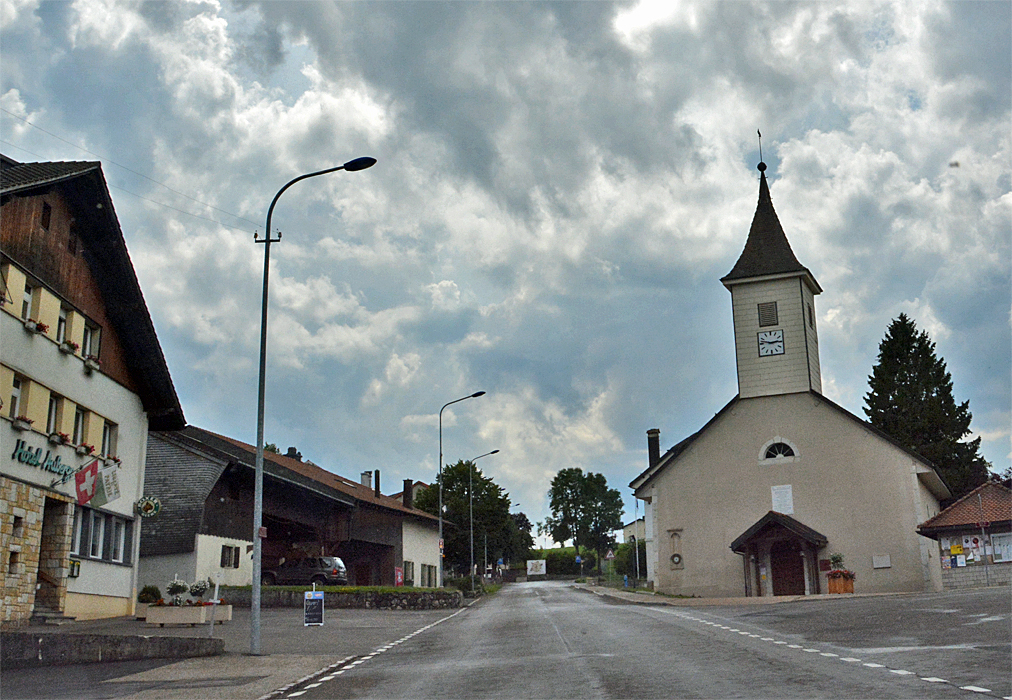
Gemeindeteil Les Charbonnières

Der Beginn der Ortsgeschichte ist urkundlich nicht einwandfrei belegt. Wahrscheinlich siedelte sich im 5. oder 6. Jahrhundert ein Eremit namens Poncet an der Stelle des heutigen Le Lieu an. Die daraus hervorgegangene Einsiedelei wurde 1155 erstmals unter dem Namen locus dompni Pontii heremitae erwähnt. Bereits um 1200 wurde die Einsiedelei zugunsten des Prämonstratenserklosters in L’Abbaye verlassen. Das Gebiet um Le Lieu wurde aber urbar gemacht, und seit Beginn des 14. Jahrhunderts entwickelten sich einige Weiler. 1408 erschien die Bezeichnung Le Lieu Poncet in den Urkunden.
Die Gemeinde Le Lieu umfasste zunächst das gesamte Vallée de Joux, etwa in den Grenzen des heutigen Bezirks La Vallée. Sie gehörte von 1334 bis 1536 zur Herrschaft Les Clées. Mit der Eroberung der Waadt durch Bern im Jahr 1536 kam Le Lieu unter die Verwaltung der Kastlanei Les Clées in der Landvogtei Yverdon. 1566 wurde die Gemeinde der Landvogtei Romainmôtier zugeteilt. In der Folgezeit spalteten sich zunächst L’Abbaye (1571) und danach Le Chenit (1646) von der Gesamtgemeinde Le Lieu ab. Nach dem Zusammenbruch des Ancien Régime gehörte Le Lieu von 1798 bis 1803 während der Helvetik zum Kanton Léman, der anschliessend mit der Inkraftsetzung der Mediationsverfassung im Kanton Waadt aufging. 1798 wurde die Gemeinde dem Bezirk La Vallée zugeteilt. Seit 1719 gab es in Le Lieu fünf Fraktionen, die 1939 in drei Fraktionen zusammengefasst wurden. Seit 2004 existieren nur noch zwei Fraktionen, da die Siedlung Le Lieu als eigene Fraktion aufgehoben wurde. Die Fraktionen besitzen eine gewisse Teilautonomie.

## Sehenswürdigkeiten
In Le Lieu wurde 1416 die Kapelle Saint-Théodule, der Vorgängerbau der heutigen Kirche, erbaut. Die Kirche von Les Charbonnières stammt von 1834.

## Persönlichkeiten
- Paul Chapuis (1851–1904), evangelischer Geistlicher und Hochschullehrer in Lausanne